# 20375 Шерріґертен
20375 Шерріґертен (20375 Sherrigerten) — астероїд головного поясу, відкритий 22 травня 1998 року.
Тіссеранів параметр щодо Юпітера — 3,412.